# Acutisha sulawesiensis
Acutisha sulawesiensis är en insektsart som beskrevs av Medler 1991. Acutisha sulawesiensis ingår i släktet Acutisha och familjen Flatidae. Inga underarter finns listade i Catalogue of Life.